# 周同战
周同战（1945年—），河北安平人，汉族，中华人民共和国政治人物、第十一届全国人民代表大会黑龙江地区代表。
毕业于中国人民大学函授学院工业经济专修科，是中共党员。1991年，担任内蒙古自治区巴彦淖尔盟盟委副书记。1995年，担任内蒙古自治区党委组织部副部长。2002年，担任黑龙江省委副书记、组织部部长。2007年4月，担任黑龙江省委副书记。2008年起担任全国人大代表。